# 死と乙女
『死と乙女』（しとおとめ、Der Tod und das Mädchen）作品7-3、D531は、フランツ・シューベルトによる歌曲（リート）。詩はマティアス・クラウディウスによる。病の床に伏す乙女と、死神の対話を描いた作品。
乙女は「死」を拒否し、死神に去ってくれと懇願するが、死神は、乙女に「私はおまえを苦しめるために来たのではない。お前に安息を与えに来たのだ」と語りかける。ここでの「死」は、恐ろしい苦痛ではなく、永遠の安息として描かれている。ドイツでは、昔から「死は眠りの兄弟である」とよく言われており、ここでの「死」も一つの永遠の安息として描かれている。

## 楽曲
シューベルトの作品はニ短調、2分の2拍子で書かれている。最初に「死」を描くコラールがピアノで奏され、続いて「Das Mädchen」と書かれた部分に進む。ここの音楽は非常に切迫感があり、乙女の拒否を巧みに描いている。続いて「Der Tod」とされている部分に入る。冒頭のコラールが再帰し、「死」が「お前に安息を与えるためにきた」と優しく語りかける。後半部分でニ長調に転調し、長調の響きの中で全曲を閉じる。
1824年に作曲された弦楽四重奏曲第14番で、
第2楽章の変奏曲主題に上記のコラールが用いられた。そのため、この弦楽四重奏曲も『死と乙女』と呼ばれる。

## 解釈
この曲は、従来はロシアのバス歌手、フョードル・シャリアピンに代表されるように、「死」を恐るべき死神ととらえ、死神の語る慰めの言葉は誘惑であり、脅しである、とする解釈が一般的であったが、名伴奏者ジェラルド・ムーアなどは、最後の美しいコラールは決して脅しではなく、真の安息であると主張している。

## 原詩

Der Tod und das Mädchen, Hans Baldung Grien, 1517

Der Tod und das Mädchen
Matthias Claudius
Das Mädchen:
Vorüber, ach, vorüber!
geh, wilder Knochenmann!
Ich bin noch jung, geh, Lieber!
Und rühre mich nicht an.
Der Tod:
Gib deine Hand, du schön und zart Gebild!
Bin Freund und komme nicht zu strafen.
Sei gutes Muts! Ich bin nicht wild,
sollst sanft in meinen Armen schlafen!

### 英訳
The Maiden:

"Oh! leave me! Prithee, leave me! thou grisly man of bone!

For life is sweet, is pleasant.

Go! leave me now alone!

Go! leave me now alone!"

Death:

"Give me thy hand, oh! maiden fair to see,

For I'm a friend, hath ne'er distress'd thee.

Take courage now, and very soon

Within mine arms shalt softly rest thee!"